# FS ALn 772

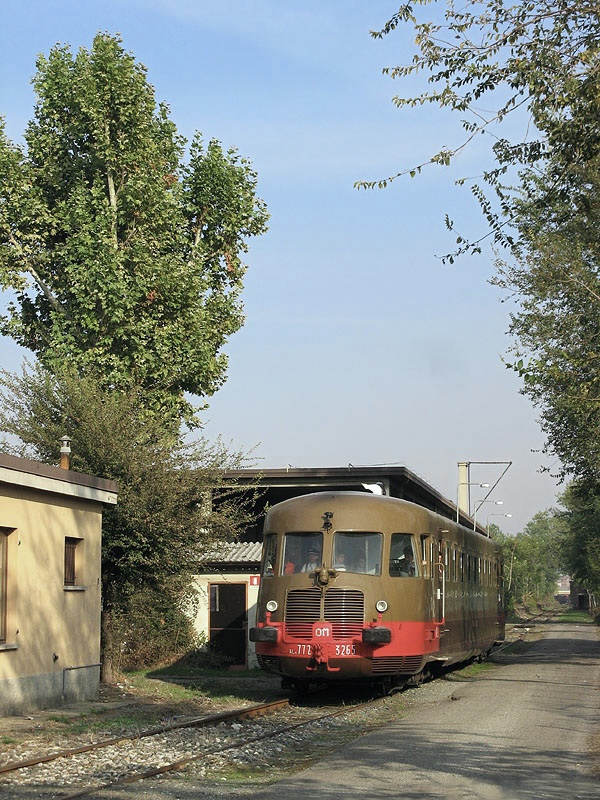
ALn 772 der FS in Milano Smistamento

Die ALn 772 der Italienischen Staatsbahn (FS) waren Verbrennungstriebwagen, die in den 1940er und 1950er Jahren die wichtigste Baureihe der zweiten Triebwagengeneration darstellten.

## Geschichte
Ende der 1930er Jahre entwarf die Firma Officine Meccaniche (OM) ein neues Modell dieselbetriebener Verbrennungstriebwagen, das als ALn 772 bezeichnet wurden. Die ersten Exemplare wurden 1940–41 von Fiat (ALn 772.1001–1100) und 1940–43 von OM (ALn 772.3201–3296) geliefert, aber wegen des Zweiten Weltkriegs erst nach 1945 in Betrieb genommen.
1948–49 lieferte OM eine weitere Serie von 40 Exemplaren (ALn 772.3301–3341), der die letzte Serie 1955–57 folgte (ALn 772.3342–3423).
Auf Sardinien und Sizilien wurden mit diesen Fahrzeuge Expresszüge gefahren. Sie wurden zwischen 1981 und 1986 ausgemustert. Ihr letzter Einsatz waren die Lokalzüge auf der Strecke Novara–Varallo.

## Panoramatriebwagen ALTn 444
Der 1940 gebaute und im Zweiten Weltkrieg stark beschädigte ALn 772.3240 wurde 1948 zu einem Panoramatriebwagen umgebaut und erhielt die neue Betriebsnummer ALtn 444.3001. Er wurde im Saisonverkehr von Mailand nach Sanremo eingesetzt, aber schon 1965 als ALn 772 zurückgebaut.

## Die ALn 772 für konzessionierte Bahnen

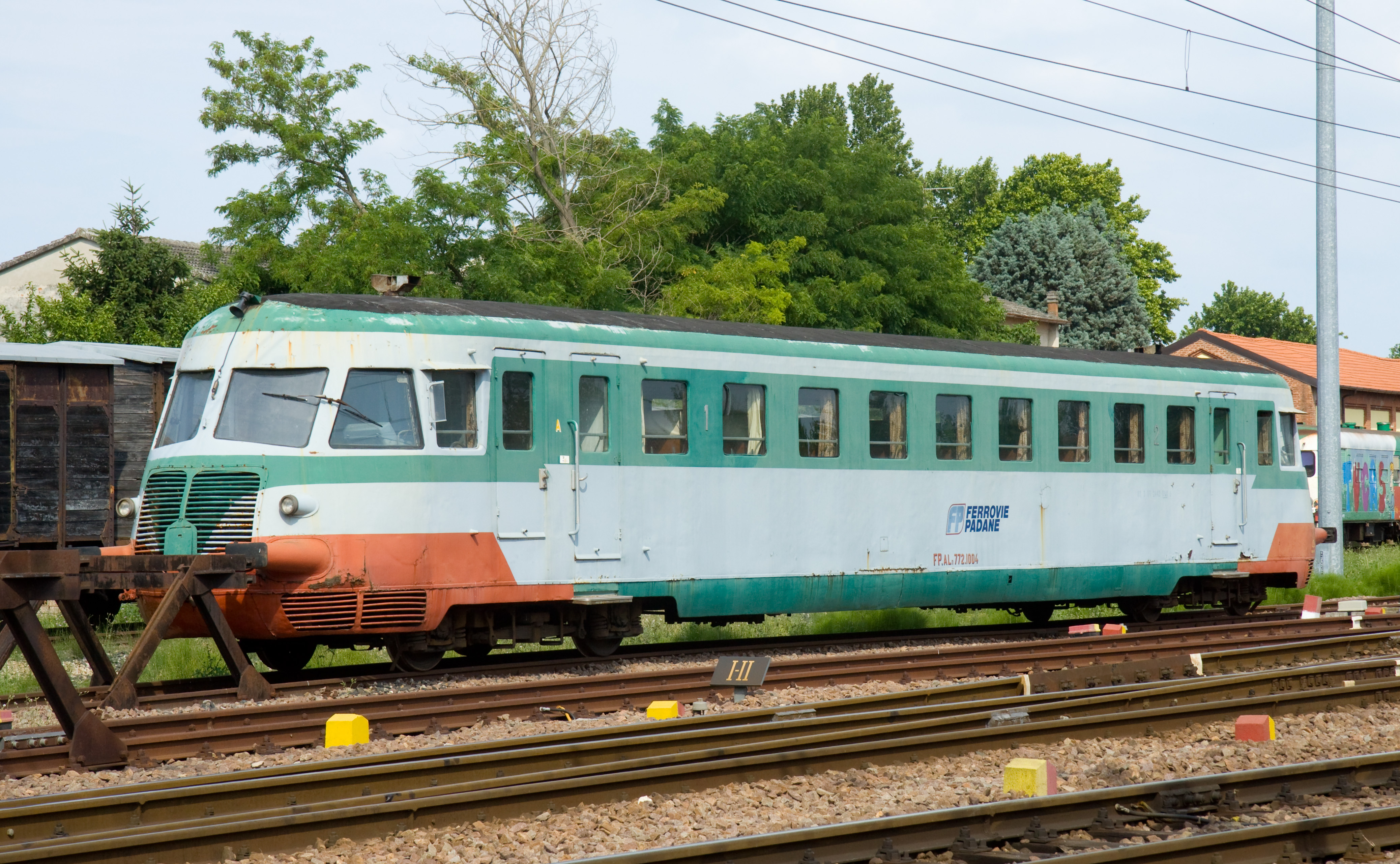
ALn 772 der Ferrovie Padane

Die konzessionierte Bahngesellschaft Ferrovie Padane, Betreiber der Bahnstrecke Ferrara–Codigoro, erhielt 1941 zwei Exemplare, die als ALn 72.1004–1005 eingereiht wurden.
Die Società Imprese Ferroviarie, Betreiber der Bahnstrecke Siena–Monte Antico, bekam 1950 zwei ALn 772 mit einem Beiwagen; nach der Verstaatlichung der Strecke 1956 kamen diese zu den FS, die nach der Motorisierung des Beiwagens als ALn 772.3297–3299 eingeordnet wurden.

## Die ALn 772 für ausländische Bahnen
Die jugoslawischen JDŽ bekamen nach dem Zweiten Weltkrieg drei Exemplare von den FS, wovon zwei zu Doppeltriebwagen umgebaut wurden.

## PKP MsBx / MsAx

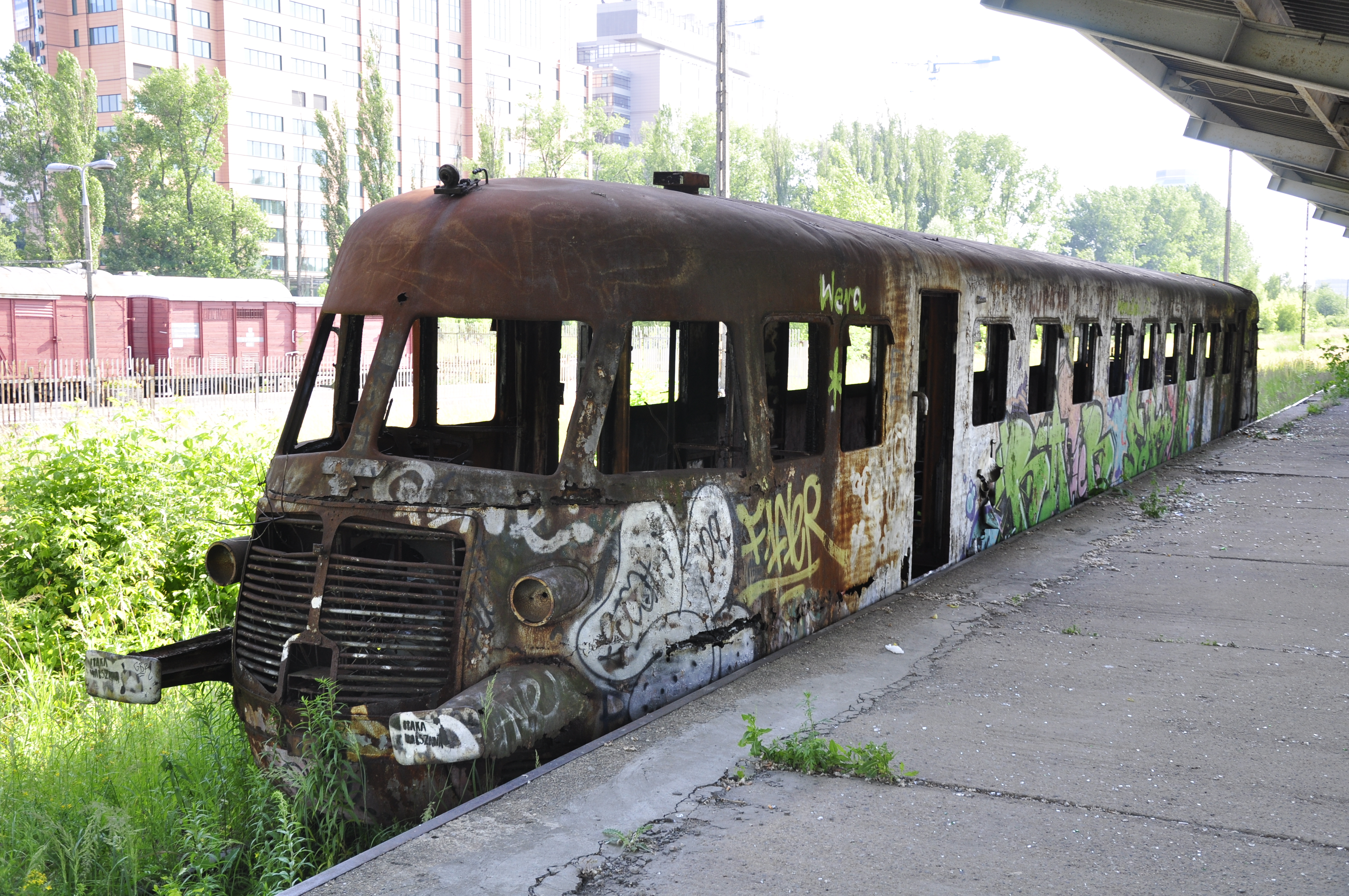
Der erhaltene SD80-02 2010 im Eisenbahnmuseum Warschau

1949 wurden drei Triebwagen für die polnischen PKP gebaut. Im Unterschied zu den italienischen Wagen lag der Fahrersitz auf die rechte Seite. Sie besaßen einen Heizkessel und zur Vielfachsteuerung für den Betrieb mit zwei Triebwagen entsprechende Steckdosen. Die Inneneinrichtung bestand aus weichen Sofas.
Im August 1951 kamen die Fahrzeuge nach Polen. Bei Lieferung hatten sie die Baureihenbezeichnung MsBx (090 051 – 090 053) und ab 1956 MSAx.

### PKP SD80
1960 erhielten sie die Bezeichnung SD80 mit den Nummern 01–03. Ab 1953 waren sie im Schnellzugdienst zwischen Warschau und Gdynia eingesetzt und waren im Depot Warschau Wschodnia beheimatet.
Da ihre Kapazität nicht ausreichte, wurden sie 1959 auf der Strecke von Warschau nach Bydgoszcz und Poznań eingesetzt. Dabei wurde der aus zwei Wagen bestehende Zug in Kutno getrennt. Die zulässige Höchstgeschwindigkeit betrug 115 km/h. Ab 1960 fuhren sie in der Sommersaison auf der Relation Warschau–Świnoujście als Zug Blaue Welle und in der Wintersaison auf der Relation Warschau–Gdynia als Blauer Pfeil. 1961 fuhren die Blaue Welle-Züge in dem Abschnitt Poznań–Szczecin mit einer Geschwindigkeit von 100 km/h und waren damit die schnellsten Züge in Polen.
1962 wurden die Wagen zwischen Warschau nach Poznań für den Schnellzug Lech eingesetzt. Ab 1963 wurden sie in das Depot Gdańsk verlegt und nicht mehr intensiv genutzt, da die neuen Triebwagen der PKP-Baureihe SN61 ihre Leistungen übernahmen und die Ersatzteilsituation problematisch wurde.,

### PKP SR70
Zwei Wagen wurden zu Inspektionsfahrzeugen umgebaut und erhielten die Bezeichnung SR70-01 und SR70-03. Diese wurden 1969 und 1972 ausgemustert. Der dritte Wagen SR70-02 wurde im Depot Wrocław für Sonderdienste verwendet und nach seiner Ausmusterung 1974 an das Eisenbahnmuseum Warschau übergeben. Stark verwüstet wartet er seit seiner Sicherung 2010 auf einen Wiederaufbau.

## Erhaltene Fahrzeuge
Es sind vier Exemplare erhalten, das einzige betriebsfähige davon ist der ALn 772.3265, welcher für den Trenonatura ins Umland von Siena benutzt wird.
Auch die zwei ALn 72 der Ferrovie Padane existieren noch, sind allerdings nicht mehr in Betrieb.